# Бердетт (Арканзас)
Бердетт (англ. Burdette) — місто (англ. town) в США, в окрузі Міссіссіппі штату Арканзас. Населення — 140 осіб (2020).

## Географія
Бердетт розташований на висоті 73 метри над рівнем моря за координатами 35°49′9″ пн. ш. 89°56′9″ зх. д. / 35.81917° пн. ш. 89.93583° зх. д. (35.819105, -89.935745). За даними Бюро перепису населення США в 2010 році місто мало площу 1,74 км², уся площа — суходіл. В 2017 році площа становила 1,85 км², уся площа — суходіл.

## Демографія
Згідно з переписом 2010 року, у місті мешкала 191 особа в 74 домогосподарствах у складі 54 родин. Густота населення становила 110 осіб/км². Було 82 помешкання (47/км²).
Расовий склад населення:
| - 76,4 % — білих - 20,9 % — чорних або афроамериканців - 2,1 % — осіб інших рас |

До двох чи більше рас належало 0,5 %. Іспаномовні складали 8,4 % від усіх жителів.
За віковим діапазоном населення розподілялося таким чином: 26,2 % — особи молодші 18 років, 64,4 % — особи у віці 18—64 років, 9,4 % — особи у віці 65 років та старші. Медіана віку мешканця становила 36,5 року. На 100 осіб жіночої статі у місті припадало 101,1 чоловіків; на 100 жінок у віці від 18 років та старших — 107,4 чоловіків також старших 18 років.
Середній дохід на одне домашнє господарство становив 60 484 долари США (медіана — 50 000), а середній дохід на одну сім'ю — 59 319 доларів (медіана — 52 750). За межею бідності перебувало 5,6 % осіб, у тому числі 16,3 % дітей у віці до 18 років та 0,0 % осіб у віці 65 років та старших.
Цивільне працевлаштоване населення становило 72 особи. Основні галузі зайнятості: виробництво — 34,7 %, сільське господарство, лісництво, риболовля — 18,1 %, освіта, охорона здоров'я та соціальна допомога — 9,7 %, будівництво — 8,3 %.
За даними перепису населення 2000 року в містечкі проживало 129 осіб, 35 сімей, налічувалося 52 домашніх господарств і 57 житлових будинків. Середня густота населення становила близько 75,9 осіб на один квадратний кілометр. Расовий склад містечка за даними перепису розподілився таким чином: 82,17 % білих, 17,05 % — чорних або афроамериканців, 0,78 % — представників змішаних рас.
З 52 домашніх господарств в 25,0 % — виховували дітей віком до 18 років, 57,7 % представляли собою подружні пари, які спільно проживають, в 3,8 % сімей жінки проживали без чоловіків, 30,8 % не мали сімей. 30,8 % від загального числа сімей на момент перепису жили самостійно, при цьому 1,9 % склали самотні літні люди у віці 65 років та старше. Середній розмір домашнього господарства склав 2,48 особи, а середній розмір родини — 3,06 особи.
Населення містечка за віковою діапазону за даними переписом 2000 року розподілилося таким чином: 23,3 % — мешканці молодше 18 років, 8,5 % — між 18 і 24 роками, 25,6 % — від 25 до 44 років, 35,7 % — від 45 до 64 років і 7,0 % — у віці 65 років та старше. Середній вік мешканця склав 40 років. На кожні 100 жінок припадало 101,6 чоловіків, у віці від 18 років та старше — 115,2 чоловіків також старше 18 років.
Середній дохід на одне домашнє господарство в містечкі склав 40 625 доларів США, а середній дохід на одну сім'ю — 49 375 доларів. При цьому чоловіки мали середній дохід в 29 500 доларів США на рік проти 9250 доларів середньорічного доходу у жінок. Дохід на душу населення в містечкі склав 18 958 доларів на рік. Всі родини ' ' Бердетт ' ' мали дохід, що перевищує рівень бідності, 11,2 % від усієї чисельності населення перебувало на момент перепису населення за межею бідності, при цьому 11,1 % з них були молодші 18 років.